# Salzbergen

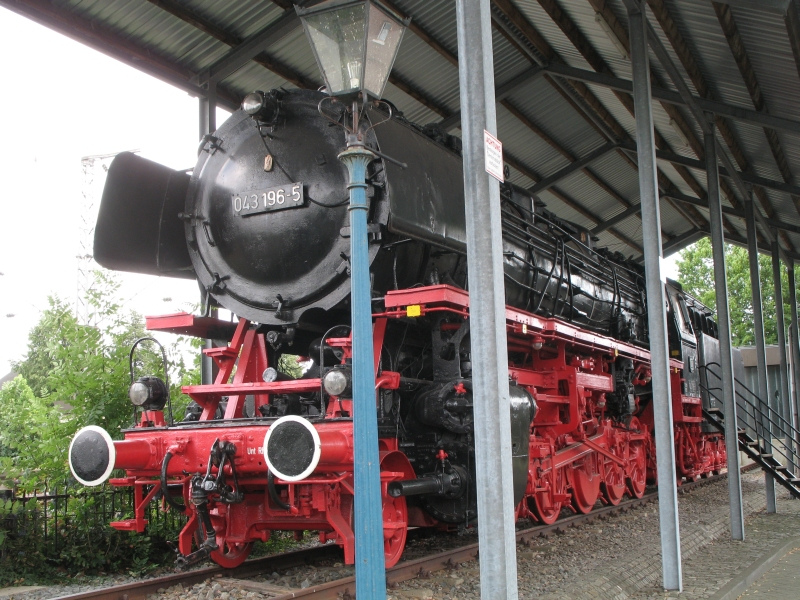
Muzeum kolejnictwa

Salzbergen – gmina samodzielna (niem. Einheitsgemeinde) w Niemczech, w kraju związkowym Dolna Saksonia, w powiecie Emsland.

## Geografia
Gmina Salzbergen położona jest nad rzeką Ems, przy granicy z krajem związkowym Nadrenia Północna-Westfalia.

## Dzielnice
| 1. Holsten-Bexten 2. Hummeldorf 3. Salzbergen 4. Steide |

## Współpraca
- Krzanowice, Polska